# László Bartucz
László Bartucz (* 5. November 1991 in Orosháza) ist ein ungarischer Handballspieler.

## Karriere
Bartucz lernte das Handballspielen bei Békéscsabai DSK. Nach seinem Wechsel in die Jugend des PLER KC in Budapest, kam er dort ab 2008 zu ersten Einsätzen in der ersten ungarischen Liga. In der Saison 2010/11 stand der 1,92 m große Torwart bei Pécsi VSE unter Vertrag. Mit Tatabánya KC wurde er 2012 Dritter der heimischen Liga. Zudem nahm er zweimal am EHF-Pokal teil. Nach zwei Jahren beim Ceglédi KK ging er zum Csurgói KK, mit dem er dreimal im EHF-Pokal antrat. Ab 2018 lief er wieder für Tatabánya auf, wo er 2019 und 2021 wieder den dritten Platz in der Liga erreichte. In der Saison 2022/23 spielte Bartucz für den Gyöngyösi KK, bevor er wieder nach Tatabánya zurückkehrte. Zur Saison 2025/26 wechselte er zur MT Melsungen.
Mit der ungarischen Nationalmannschaft belegte Bartucz bei der Europameisterschaft 2016 nach sechs Einsätzen den 12. Platz. Bei der Weltmeisterschaft 2025 kam er in drei Spielen zum Einsatz und belegte mit dem Team den 8. Platz.
Bisher bestritt er 43 Länderspiele.